# Kangyour
Pour les articles homonymes, voir Canon.
 (décembre 2018).
Si vous disposez d'ouvrages ou d'articles de référence ou si vous connaissez des sites web de qualité traitant du thème abordé ici, merci de compléter l'article en donnant les références utiles à sa vérifiabilité et en les liant à la section « Notes et références ».

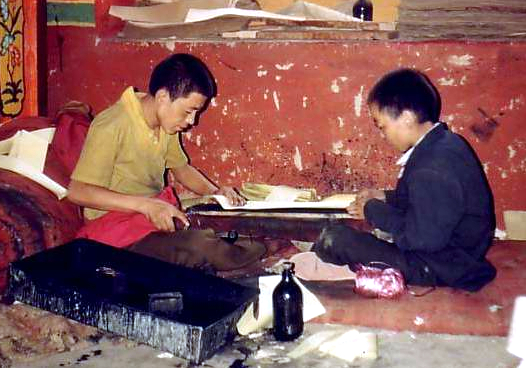
enfants moines en train d'imprimer le Kangyour au monastère de Séra, à Lhassa.

Kagyur (tibétain : བཀའ་འགྱུར་, Wylie : bka' 'gyur, THL : kagyur ; chinois simplifié : 甘珠尔 ; chinois traditionnel : 甘珠爾 ; pinyin : Gānzhūěr), autres transcriptions phonétiques : Kangyour, Kangyur, Kanjur, Kanjour, etc. peut être traduit en français par : Traduction des paroles du Bouddha. Le Kangyour est la première partie des textes canoniques tibétains qui relatent des paroles du Bouddha  Siddhartha Gautama regroupant environ 108 volumes des Sutras et des Tantras. Les Sutras sont les fondements des deux premiers niveaux de l'enseignement : le Hīnayāna et le Mahāyāna. Les Tantras sont la base du troisième niveau des enseignements : le Vajrayāna. 
Dans sa totalité, le canon bouddhique tibétain comporte deux parties :
- le Kangyour et
- le Tengyour (tibétain : བསྟན་འགྱུར, Wylie : bstan 'gyur).

Le Kangyour et le Tengyour sont des compilations encyclopédiques de textes qui ont été pour la plupart composés en Inde et qui ont été traduits en tibétain principalement du sanskrit, mais aussi en partie du chinois et de langues d'Asie centrale.
Le Kangyour comprend les règles monastiques pour les moines et les moniales (Vinaya), des sutras hīnayānistes, des sutras de la prajnaparamita, des sutras mahāyānistes et des tantras. Les sutras mahāyānistes et les tantras forment la plus grande partie du Kangyour.
En plus du Kangyour, il y a tous les commentaires et traités des érudits de l'Inde, composés pour éclaircir les enseignements constituant le Tanjur, qui signifie « la traduction des commentaires ».
Au Kangyour et au Tanjur s'ajoutent tous les milliers de volumes, œuvres des érudits et accomplis tibétains (œuvres regroupées en soung boum).[source insuffisante]

## Traductions du canon tibétain et Proto-kanjur
L'activité de traduction commença au Tibet déjà à l'époque de ce que l'on appelle la première propagation du bouddhisme (snga dar) au VIIe siècle. Il semble que les premières traductions aient été faites un peu au hasard et de façon irrégulière, mais l'administration tibétaine centrale en prit très tôt le contrôle. Le processus de traduction s'intensifia au IXe siècle, particulièrement sous le règne de Tri Ralpachen (Ral pa can). À cet effet un groupe de pandits indiens et de savants tibétains rationalisèrent la langue de traduction et composèrent un dictionnaire bilingue (la Mahāvyutpatti et son volume d'accompagnement le sGra sbyor bam po gnyis pa) qui définissait la terminologie à employer. La littérature alors connue fut traduite systématiquement et propagée par le biais de copies manuscrites. Les traductions antérieures furent révisées, retravaillées et standardisées, parfois aussi retraduites. Le niveau de standardisation de la terminologie, de la grammaire et de l'orthographe, mais aussi la volonté de créer des traductions aussi proches que possible de l'original ont transformé la langue tibétaine. Le tibétain des textes bouddhiques se distingue fortement du tibétain usuel. Le travail de traduction fut interrompu au milieu du IXe siècle car le roi Langdarma (Glang dar ma) persécuta le bouddhisme jusqu'à presque l'éradiquer. Après la mort du roi, le bouddhisme ne se rétablit pas facilement, principalement à cause des instabilités politiques qui secouèrent le pays.
La seconde propagation du bouddhisme au Tibet (phyi dar) commença au XIe siècle. Le point de départ de celle-ci se trouve dans le royaume ouest tibétain qui s'était formé à la suite de la chute de la monarchie tibétaine. Ce royaume ouest tibétain s'étendait sur les parties ouest de la région autonome du Tibet, le Ü-Tsang, située aujourd'hui en République populaire de Chine, sur le Ladakh et sur certaines parties de l'état indien de l'Himachal Pradesh. Un des personnages les plus marquants de cette époque fut Rinchen Zangpo (Rin chen bzang po) qui revitalisa l'activité de traduction.

Le bouddhisme disparut du nord de l'Inde au XIIe siècle, du fait de son incorporation progressive à l'hindouisme et des invasions musulmanes, et avec lui disparurent nombre de textes religieux en langue originale. Des textes en sanskrit qui avaient été apportés au Tibet pour les traductions, et qui depuis reposaient dans les bibliothèques de divers monastères, très souvent oubliés et à la même place depuis des siècles, sont de plus en plus retrouvés et rendus accessibles. Pourtant les traductions tibétaines sont, avec les traductions chinoises, souvent les seules sources sur lesquelles nous pouvons nous appuyer pour étudier l'immense littérature bouddhique.
Déjà au temps de la première propagation du bouddhisme au Tibet, mais principalement au temps de la seconde propagation, certains monastères avaient commencé à réunir les différentes traductions qui circulaient. Quand le nombre de textes devint plus important, les collections furent divisées de façon systématique en sous-parties et cataloguées. Les plus anciens catalogues connus sont ceux de lDan dkar, 'Phang thang ma et mChims phu ma qui contiennent une liste de traductions faites lors de la première propagation du bouddhisme au Tibet (seuls lDan dkar et 'Phang thang ma sont encore préservés). 

Sur ce principe, plusieurs monastères, mais aussi plusieurs maisons royales composèrent des collections de textes canoniques qui formaient un proto-kanjur. Il ne s'agissait pas de collections complètes au sens du Kanjur tel qu'on le connait aujourd'hui, mais plutôt de collections partielles (soit que des sutras (mdo mangs) ou alors des textes de la prajnaparamita principalement).

## Le premier Kanjur

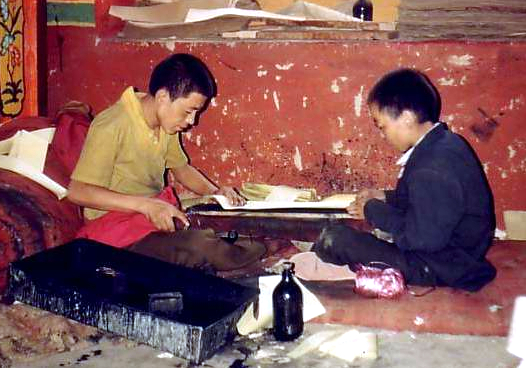
Jeunes moines imprimant des écritures au monastère de Séra.

Basé sur une telle collection, le monastère de Narthang (Tibet central) produisit au XIVe siècle un premier Kanjur, un corpus homogène et cohérent qui regroupait – théoriquement – l'ensemble de la doctrine du Bouddha. Il s'agissait d'un kanjur manuscrit qui synthétisait l'ensemble des textes qui étaient disponibles à l'époque. Pour cela les moines de Narthang collectionnèrent l'ensemble des textes qu'ils purent trouver dans le Tibet central, les ordonnèrent et les éditèrent.
Ce Kanjur fut préparé à la demande de 'Jam pa'i dbyangs, alors conseiller à la cour des empereurs mongol-chinois de la dynastie Yuan. Il faut y voir là une influence chinoise dans la formation du Kanjur tibétain ; d'autant plus que quelques années auparavant, la dynastie Yuan avait commandé une compilation du canon chinois.
Les Annales bleues (deb ther sngon po) nous disent que la section des sūtra fut compilée à partir des collections (mdo mangs) des librairies de Sa skya, gTsang chu mig ring mo, Sho chung, sPun gsum, Zhalu et d'autres monastères. La section des tantras est fondée sur les textes de Sa skya, Thar pa ling et sPun gsum et a été arrangée selon les catalogues compilés par Grags pa rgyal mtshan (1147-1216), 'Phags pa (1235-1280), Rigs pa'i ral gri et d'autres encore. La section du vinaya se réfère aux collections entre autres du  monastère de Rung klung shod grog.
Au moins deux copies furent faites qui furent le point de départ d'un travail d'édition qui produisit les différentes éditions du kanjur que nous connaissons aujourd'hui. Deux centres qui reçurent une copie furent le monastère de Tshal gung thang et le monastère de Zhalu.

## Les éditions du Kanjur
Le Kanjur de Narthang servit de base à la création d'autres éditions du Kanjur. Il est dit que tous les Kanjur dérivent de cet ancien Kanjur de Narthang, mais cela reste à vérifier, et est plutôt contredit par les récentes découvertes faites en matière de codicologie tibétaine (des collections montrent une évolution indépendante de la tradition de Narthang, notamment dans le Tibet occidental.

Il existe également une version mongole, commandée par Ligdan Khan (1604-1634), une édition xylographiée en 18 volumes, complété en 1720.
Quoi qu'il en soit, on différencie deux grands courants dans la tradition canonique tibétaine : le courant Est et le courant Ouest.

### Le courant Est: Tshal pa
Les éditions de ce groupe proviennent d'une copie du kanjur de Narthang de 1310 faite à Tshal pa entre 1349 et 1351.

#### Le Kanjur de Tshal pa
Le kanjur de Tshal pa (aussi 'Tshal pa) est une copie du vieux kanjur de Narthang faite au monastère de Tshal gung thang au Tibet central. La nouvelle édition a été produite entre 1347 et 1351 sous le patronage du prince local Tshal pa kun dga' rdo rje aussi connu sous le nom de dGe ba'i blo gros (1309-1364). Les colophons de cette édition nous permettent de savoir que les textes ont été révisés par rapport à l'édition de Narthang, et que trois volumes de tantras anciens ont été incorporés à la collection.

#### Le Kanjur de Yongle
L'édition imprimée préparée sous le règne de l'empereur Yongle est la première à avoir été faite à Pékin. Elle date de 1410 et contient 105 volumes plus 1 index (dkar chag). Elle servit de point de départ à la série de kanjur imprimés faits à Pékin (Wanli 1606, Manuscrit de Berlin, Pékin 1684-1692, Pékin 1700, Pékin 1717-1720, Pékin 1737, Pékin 1765). Il existe actuellement deux ensembles pratiquement complets à Lhasa. En 1940 il existait également un ensemble complet à Wutai Shan en Chine, mais dont on est sans nouvelles depuis.
Bibliographie: Silk, Jonathan A.: “Notes on the History of the Yongle Kanjur.” In Suhṛllekhāḥ: Festgabe für Helmut Eimer, edited by Michael Hahn, Jens-Uwe Hartmann and Roland Steiner, 153-200. Swisttal-Odendorf: Indica et Tibetica, 1996.

#### Le Kanjur de Wanli
L'édition préparée sous le règne de l'empereur Wanli date de 1606. Le Kanjur imprimé de Yongle servit de base au travail d'édition. Le Kanjur de Wanli comporte 105+1 volumes plus 42 volumes de suppléments. 

#### Le Kanjur manuscrit de Berlin
L'édition manuscrite conservée à la Bibliothèque d'État de Berlin a été acquise en 1889 par V. Brandt, envoyé de l'empereur allemand. La collection se trouvait dans le temple lamaïste pékinois Yonghegong (雍和宮). Ce Kanjur appartient à la lignée Tshal pa, et est en fait une copie, réalisée en 1680, du Kanjur imprimé de Wanli (1606). La collection contient 108 volumes.
Bibliographie: 
Beckh, Hermann. Verzeichnis der tibetischen Handschriften der königlischen Bibliothek zu Berlin. Erste Abteilung: Kanjur (bkah.hgyur) Handschriften-Verzeichnisse der königlischen Bibliothek zu Berlin. Vierundzwangzigster Band Berlin: Behrend und Co, 1914.

#### Le Kanjur de Pékin de 1684-1692
L'édition de Pékin préparée entre 1684 et 1692 sous le règne de l'empereur Kangxi est une adaptation de l'édition du kanjur de Yongle. De nouvelles plaques d'impression furent créées à cet effet. Ce kanjur contient 105 volumes plus 1 volume dkar chag. Il y eut plusieurs éditions de ces plaques, chacune amenant quelques amendements fondés vraisemblablement sur le Kanjur de 'Jang sa tham. Les reproductions datent de 1700 (106+1 volumes) et 1717-1720 (106+1 volumes).
Un kanjur de 1692 est préservé à Pékin, un kanjur de 1700 à la librairie nationale de Chine (Pékin), un kanjur de 1720 à l'Ōtani University à Kyoto.

#### Le Kanjur de Pékin de 1737

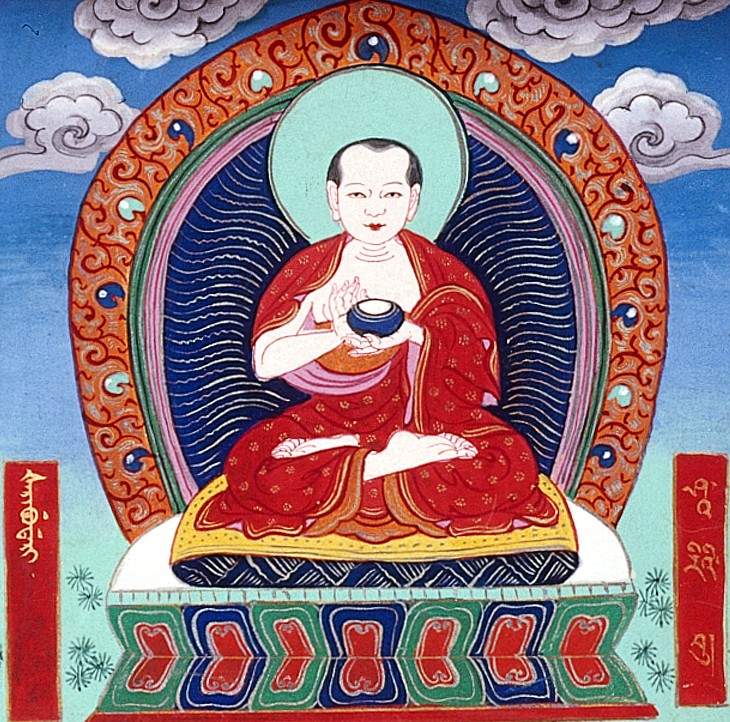
Détail du Kanjur de Qianlong, en mandchou et tibétain

L'édition imprimée de Pékin de 1737 a été réalisée sous le règne de l'empereur Qianlong. Elle comporte 107+1 volumes. Il s'agit plus ou moins d'une réimpression des plaques du Kanjur de 1692. Une édition de ce kanjur se trouve à la bibliothèque nationale de France. Il existe également une édition moderne faite en 1955 au Japon.

#### Le kanjur de Lijiang
Le kanjur de  Wylie : 'Jang sa tham (chinois simplifié : 丽江 ; chinois traditionnel : 麗江 ; pinyin : lìjiāng) est une édition imprimée en 108 volumes, connue aussi sous le nom de Édition de Lithang (chinois : 理塘 ; pinyin : li tang). L'édition a été faite sous le patronage de Mu Zeng (木增, 1587 - 1646), tusi de Lijiang (en tibétain :  roi de 'Jang sa tham) sous la supervision du 6e (ཞབ༹་དམར་གར་དབང་ཆོས་ཀྱི་དབང་ཕྱུག, Zhva dmar gar dbang chos kyi dbang phyug, shyava(?) mar gar wang chö kyi wangchuk). Celui-ci utilisa le  de Tshal pa déposé à (འཕྱིང་བ་སྟག་རྩེ, 'phying ba stag rtse, chingwa tak tsé). L'édition fut achevée en 1621.
Les plaques xylographique furent ensuite transférées au monastère de Byams pa glings à Lithang (d'où le double nom de cette édition) par les forces mongoles qui régnaient sur la région au XVIIe siècle.
Une copie, à laquelle il manque 4 volumes, est actuellement préservée au monastère Nyingma en Orissa (Inde). Une copie sur microfiche a été faite en 1984 par le temple Naritasan Shishojin (Japon) et par le Nepal-German Manuscript Preservation Project.
Bibliographie: Imaeda Yoshiro. Catalogue du  tibétain de l'édition de 'Jang sa tham. Tokyo. 1982.

#### Le Kanjur de Derge
Le kanjour imprimé de Derge (sde-dge) est en réalité un kanjour mixte fondé principalement sur l'édition de 'jang sa tham avec quelques amendements provenant de l'édition de Lho rdzong. Ce kanjour a été achevé en 1733 et contient 102 volumes plus un index (dkar chag). Un exemplaire original se trouve à Oriental Institute de Pragues. Il y a eu plusieurs rééditions de cette édition.

#### Le Kanjur de Cone
Le kanjur de l'édition de Cone est une copie directe du kanjur de 'Jang sa tham (ou Lithang). Ce kanjur a été imprimé entre 1721 et 1731 et contient 108 volumes.
Il existe une copie de cette édition à l'université d'Ōtani à Kyōto, une à la bibliothèque Tōyō à Tōkyō et une à St Petersbourg (Institut narodov Azii).
Bibliographie: Mibu Taishun. A compartive list of the bkah hgyur division in the Co-ne, Peking, Sde-gde and Narthang Editions. Tokyo. 1959.

#### Le Kanjur d'Urga
Le Kanjur imprimé d'Urga a été « découvert » en 1955 par Raghu Vira lors d'un voyage en Mongolie. Cet exemplaire lui a été offert par Yumjagiyn Tsedenbal, alors premier ministre de la République Populaire de Mongolie. Il n'existe que deux exemplaires de cette édition, l'un à Oulan-Bator (dont l'ancien nom est Urga), l'autre à New-Delhi.
L'édition d'Urga a été réalisée entre 1905 et 1908 sous le règne du 8e Jibcundampa. 
Le Urga Kanjur de New Delhi fut présenté au Datsan de St. Petersbourg par M. Modi, Premier de l'Inde, le 1er juin 2017.
Bibliographie:
Lokesh Chandra: A newly discovered Urga edition of the Tibetan Kanjur. Indo-Iranian Journal 3, 1959:175-191.

#### Le Kanjur de Wara
L'édition imprimée de Wara est une copie du kanjour imprimé de Derge. Cette édition a été faite entre 1737 et 1744 au Tibet oriental.

#### Le Kanjur de Ra gya
L'édition imprimée de Ra rgya (aussi Ra skya) est une copie du kanjour de Derge faite entre 1814 et 1820 en Amdo. Elle contient 103 volumes.

## Sigles pour la dénomination des éditions du Kanjur
A : 

B : Berlin MsK*

C : Cone PK**

D : Derge PK

E : 

F : Phug brag MsK

G : 

H : Lhasa PK

I : 

J : 'jang sa tham PK

K : Peking 1684/92 PK

L : London (Shelkar) MsK

M : Mongolian PK

N : Narthang PK

O : O rgyan (Tawang) MsK

P : Petersburg Mongolian MsK

Q : Peking 1737 PK

R : 

S : Stog MsK

T : Tokyo MsK

U : Urga PK

V : Ulanbator MsK

W : Wangli supplement

X : 

Y : Yongle PK

Z : 

Notes

- MsK : Manuscript Kanjur / Kanjour manuscrit
- PK : Printed Kanjur / Kanjour imprimé